# Африканская скумбрия
Африканская скумбрия (лат. Scomber colias) — вид рыб семейства скумбриевых. Обитают в тропических, субтропических и умеренных водах Атлантического океана, включая Средиземное и Чёрное моря, между 46° с .ш. и 40° ю. ш. и между 98° з. д. и 37° в. д. Пелагические рыбы, встречаются на глубине до 250—300 м. Ценная промысловая рыба. 

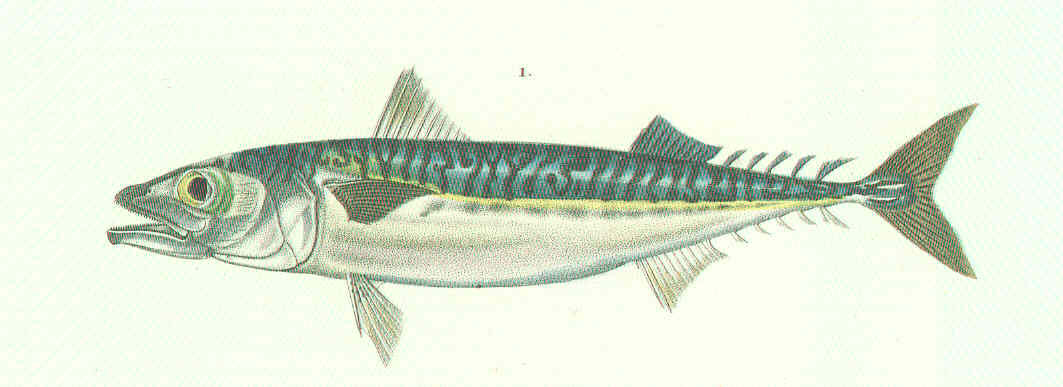
Старинная гравюра с изображением африканской скумбрии (1849)

## Таксономия
Ранее некоторые авторы считали африканскую скумбрию младшим синонимом японской скумбрии, другие выделяли особый подвид Scomber japonicus colias, в настоящее время считается самостоятельным видом .

## Ареал
Африканская скумбрия обитает в прибрежных водах Атлантического океана, включая Средиземное и Чёрное моря. Наиболее распространена в южной части Средиземноморья. В восточной части Атлантики встречается от Бискайского залива до Канарских и Азорских островов.
Эти мезо- и эпипелагические рыбы встречаются над материковым склоном от поверхности воды до глубины 300 м.  Молодь чаще встречается в тропиках, а взрослые скумрии распространены в субтропических водах.

## Описание
У африканских скумбрий удлинённое веретеновидное тело, тонкий и сжатый с боков хвостовой стебель с 2 боковыми килями, продольный средний киль между ними отсутствует.  Имеется ряд из 4—5 дополнительных плавничков позади мягкого спинного и анального плавников. В первом спинной плавнике 10—13 колючек, во втором спинном плавнике 10—12 лучей, в анальном плавнике 11—12 лучей и одна колючка. Брюшной межплавниковый отросток невысокий и не раздваивается. Хвостовой плавник твёрдый и широко раздвоенный. Тело целиком покрыто мелкой циклоидной чешуёй. Имеется плавательный пузырь. Панцирь в передней части тела, образованный крупными чешуями, отсутствует. Боковая линия почти прямая, с небольшим волнообразным изгибом. Зубы мелкие, конические, однорядные. Имеются нёбные и сошниковые зубы. Передний и задний край глаз покрыт жировым веком. На нижней части первой жаберной дуги 24—25 жаберных тычинок.
Спинка тёмно-синего или зеленовато-синего цвета, покрыта волнообразными тёмными поперечными линиями. Бока желтоватые, брюшко серебристо-белое или с синевато-серыми пятнами и волнистыми прерывистыми линиями. Максимальная длина до развилки хвостового плавника 50 см, в среднем не превышает 30 см.

## Биология
Пелагическая стайная рыба, держится в основном в прибрежных водах. Является важным звеном трофической цепи, служит добычей крупным пелагическим рыбам, таким как акулы, тунцы, меч-рыбы, и морским млекопитающим, например, дельфинам и морским львам. Образует стаи с прочими скумбриевыми сходного размера. Собирается в крупные косяки, совершает миграции вдоль побережья. Основу рациона составляют мелкие рыбы (анчоус, шпрот, сардина) и пелагические беспозвоночные. Половая зрелость наступает в возрасте 2—3 года. Нерест происходит в ночное время в мае-июне. Плодовитость до 2,6 млн икринок. Икра пелагическая, плавучая. Продолжительность жизни оценивается в 13 лет.

## Взаимодействие с человеком
Ценная промысловая рыба. Промысел ведётся разноглубинными тралами, кошельковыми и ставными неводами, жаберными и дрифтерными сетями и удебной снастью. Иногда скумбрий ловят вместе с сардинами. Скумбрия поступает на рынок в мороженом, копчёном, консервированном и солёном виде.  Международный союз охраны природы присвоил виду охранный статус «Вызывающий наименьшие опасения».